# Jurek Becker
Jurek Becker född 30 september 1937 i Łódź, Polen, död 14 mars 1997 i Berlin var en tysk författare, manusförfattare och DDR-Dissident.
Hans kanske mest kända verk är Jakob der Lügner, som han ursprungligen skrev som filmmanus 1968 men som senare omarbetades till en roman, och som filmatiserades 1974 och nyfilmatiserades 1999.
I samband med utvisningen av Wolf Biermann från DDR undertecknade Becker ett protestupprop, något som ledde till att han blev utesluten från SED och författarföreningen i DDR. 1977 flyttade han till Västtyskland, efter att hans böcker inte längre fick komma ut och hans filmprojekt blev avvisade.